# سياسة التأشيرات في بوروندي

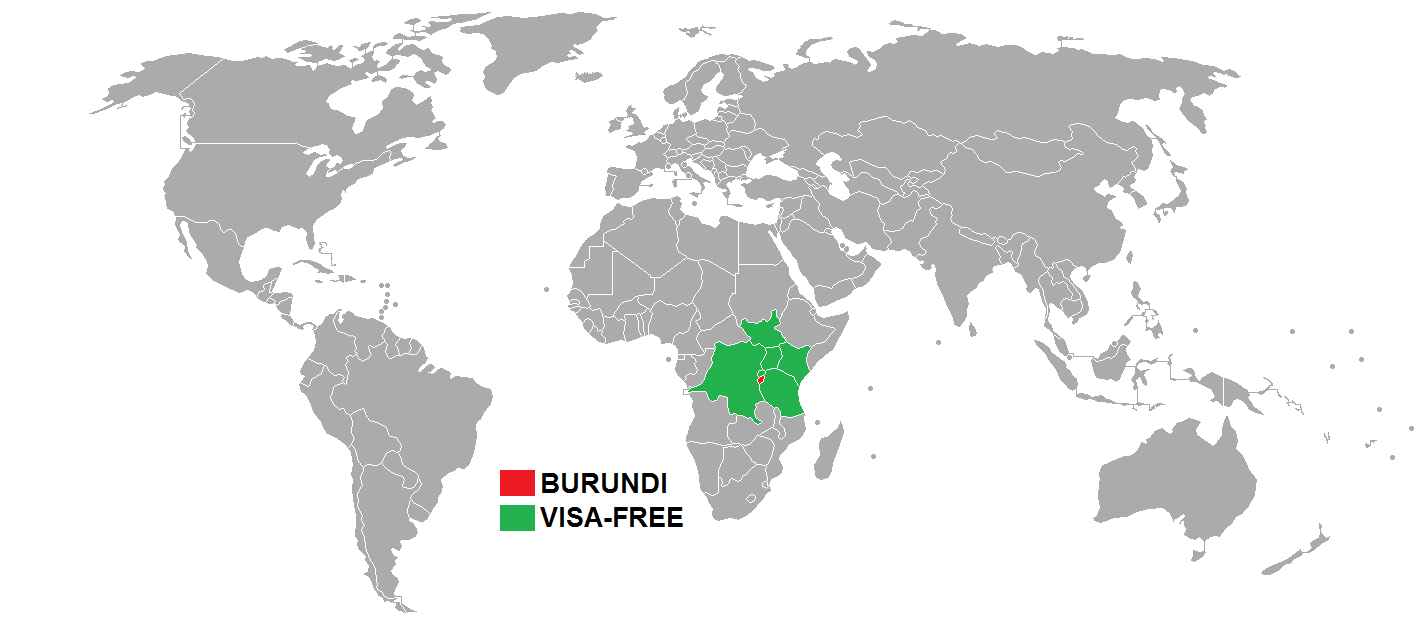
سياسة التأشيرات في بوروندي

سياسة التأشيرات في بوروندي تجب على الزائرين لبوروندي الحصول على تأشيرة من إحدى البعثات الدبلوماسية البوروندية في بلادهم، أو إذا أتوا من إحدى الدول المعفاة من التأشيرة.
يمكن للمواطنين من جميع البلاد الحصول علي التأشيرة عند قدومهم عن طريق مطار بوجومبورا الدولي.

## الإعفاء من التأشيرة
مواطني 4 دول أعضاء مجموعة شرق أفريقيا يمكنهم زيارة بوروندي بدون تأشيرة لمدة تصل إلي 30 يوماً:
| - كينيا - رواندا - تنزانيا - أوغندا |

يمكن للزائرون الأخارين الحصول علي التأشيرة لمدة أقصاها 30 يوماً من مطار بوجومبورا الدولي.